# Jason Caffey
Jason Andre Caffey, född 12 juni 1973 i Mobile i Alabama, är en amerikansk före detta professionell basketspelare (PF) som  tillbringade åtta säsonger (1995–2003) i den nordamerikanska basketligan National Basketball Association (NBA), där han spelade för Chicago Bulls, Golden State Warriors och Milwaukee Bucks. Under sin karriär gjorde han 3 368 poäng (7,3 poäng per match); 420 assists samt 2 022 rebounds, räddningar från att bollen ska hamna i nätkorgen, på 462 grundspelsmatcher.
Han draftades av Chicago Bulls i första rundan i 1995 års draft som 20:e spelare totalt. Caffey var med att vinna Bulls fjärde och femte NBA-mästerskap (1995–1997) på 1990-talet. Han tillhörde dem även den följande säsongen när de vann sitt sjätte mästerskap (1997–1998) men han blev bortskickad till Golden State Warriors innan grundserien var färdigspelad.
Innan han blev proffs studerade han vid University of Alabama och spelade basket för deras idrottsförening Alabama Crimson Tide.